# Marianne Rieser
Marianne Rieser (geb. 30. Oktober 1899 in Prag als Marianne Werfel; gest. 8. Januar 1965 in Pomona, Kalifornien) war eine tschechoslowakische Dramaturgin und Dramatikerin deutschböhmischer Herkunft und jüdischen Glaubens. Sie war die jüngste Schwester des Schriftstellers Franz Werfel.

## Leben
Marianne Rieser wuchs als Tochter des wohlhabenden Handschuhfabrikanten Rudolf Werfel und dessen Frau Albine (geborene Kussi) in einer großbürgerlichen jüdischen Fabrikantenfamilie in Prag auf. Sie besuchte das Minerva-Lyzeum, das einzige deutschsprachige Lyzeum Prags, und arbeitete nach dem Abbruch ihrer Ausbildung als Krankenschwester. 1924 heiratete sie den Theaterleiter Ferdinand Rieser. Während der Direktion ihres Ehemanns 1926–1938 arbeitete sie als Dramaturgin für das Schauspielhaus Zürich. 1926 entwarf sie für die Eröffnungsinszenierung der Direktion Rieser am Schauspielhaus Zürich, Cymbeline von William Shakespeare, die Kostüme. 1927 trat sie bei den „Ebbser Ritterspielen“ in Tirol als Schauspielerin in dem Ritterstück Die Höllensteiner auf. Für das Schauspielhaus Zürich bearbeitete sie Nestroys Wiener Posse Der böse Geist Lumpazivagabundus (Premiere: Februar 1932). Zusammen mit Kurt Bry und Tibor Kasics (Musik) verfasste sie die Zeitungsrevue Schwarz auf Weiss, die im Dezember 1934 am Schauspielhaus Zürich uraufgeführt wurde. Das Neue Wiener Journal bescheinigte Rieser „eine glänzende Begabung für die dramatische Schilderung prägnant pointierter Situationen und für die Dramatik des treffsicheren Witzes.“ Außerdem schrieb sie für das Schauspielhaus Zürich das Theaterstück Turandot dankt ab, ein Frauenstück, in dem sie die Fabel der chinesischen Prinzessin Turandot in die Gegenwart stellte und mit „feministischen Ansatz“ variierte. Die „erfolgreiche“ Uraufführung fand im März 1937 unter der Regie von Leopold Lindtberg mit Sybille Binder (Turandot), Therese Giehse (Kanzlerin), Wolfgang Langhoff (Kalaf) und Otto Wallburg (Henker) in den Hauptrollen statt.
1938 emigrierten Marianne und Ferdinand Rieser in die Vereinigten Staaten. Sie schrieb weiterhin Lyrik und Prosa, wandte sich dann aber hauptsächlich der Malerei zu. Ihre weiteren literarischen Arbeiten gelten bis auf wenige Gedichte als verschollen.

## Werke
- mit Kurt Bry, Tibor Kasics (Musik): Schwarz auf Weiss. Zeitungsrevue. Uraufführung: 31. Dezember 1934, Schauspielhaus Zürich.
- Turandot dankt ab. Ein Spiel von Politik und Liebe in 5 Akten. Uraufführung: 18. März 1937, Schauspielhaus Zürich (Regie: Leopold Lindtberg, Titelrolle: Sybille Binder).